# Ширванский диалект арабского языка
Ширва́нский диале́кт ара́бского языка́ (араб. اللهجة الشيروانية‎) — диалект арабского языка, употреблявшийся в Ширване (центральная и северо-восточная часть современного Азербайджана) и Дагестане.
Арабский язык употреблялся после арабских завоеваний в Закавказье с VIII века. Он был занесён на территорию Азербайджана арабскими переселенцами, большинство из которых были военными, купцами и ремесленниками из Сирии и Багдада. С IX века после ослабления Аббасидского халифата началось постепенное их вытеснение персами (татами) и тюрками (азербайджанцами). Группа арабов (в основном из Йемена) продолжила иммиграцию в Дагестан, влияя на культуру, литературу и традиции местного населения, в котором уже началась исламизация. Последним документальным свидетельством использования ширванского диалекта является упоминание в историческом труде 1840 года азербайджанского историка Аббаскули-ага Бакиханова «Гюлистан-и Ирам», где сообщается, что «группа арабов из Ширвана говорит на изменённой форме арабского языка». Арабский язык продолжал использоваться в Дагестане у верхнего класса феодалов как в качестве второго или третьего языка, так и в качестве языка литературы, политики и письма вплоть до 1920-х годов.